# مسجد الفاتح (إسطنبول)
مسجد الفاتح (بالتركية: Fatih Camii) هو مسجد بني في عهد الدولة العثمانية، يوجد في منطقة الفاتح في مدينة إسطنبول التركية، ويعد مثالا عظيما على فن العمارة الإسلامية التركية في إسطنبول، ويمثل مرحلة مهمة من تطور فن العمارة التركية القديمة. وقد سمي هذا المسجد على اسم السلطان محمد الفاتح، السلطان العثماني الذي فتح القسطنطينية عام 1453.

## التاريخ

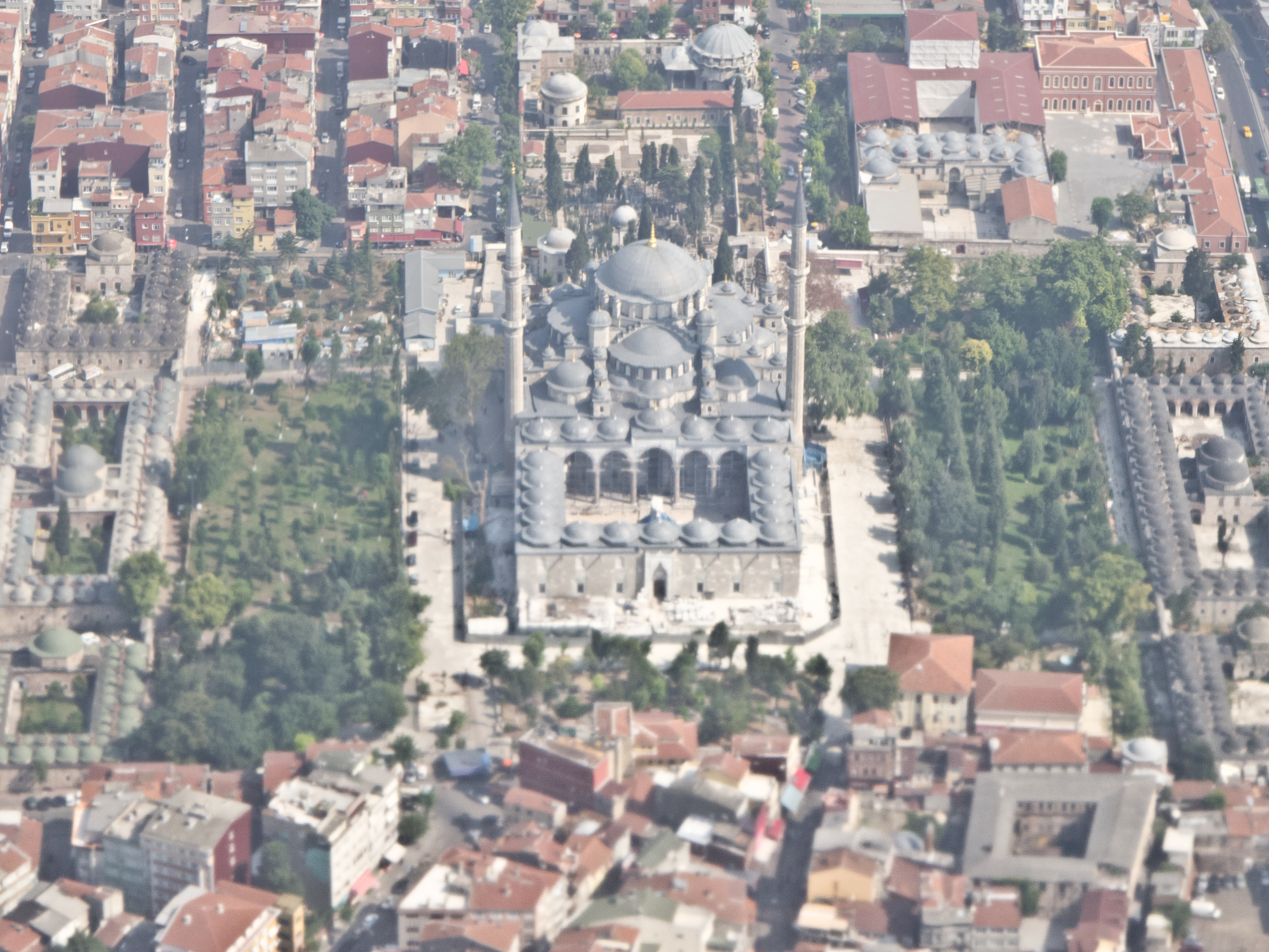
صورة جوية لمسجد الفاتح

يعد مسجد الفاتح بناءً دينياً واجتماعياً في آن واحد، حجمه وتركيبه لا مثيل لهما، وقد بني فيما بين عامي 1463 و 1470 بأمر من السلطان محمد الفاتح، في موقع كنيسة بيزنطية قديمة كانت قد دُمرت وخُربت منذ الحملة الصليبية الرابعة، فليس المسلمون هم من دمروها. وقد بنى هذا المسجدَ المهندسُ المعماريُ (عتيق سنان) (بالتركية: Atik Sinan).
يوجد حول مسجد الفاتح مجموعة من الأبنية المشيدة بتخطيط جيد، وتشمل هذه الأبنية: 8 مدارس، ومكتبة، ومستشفى، ونُزُلا للمسافرين، وكاروانسرا (بيت للمسافرين)، وسوقا، وحماما عاما، ومدرسة ابتدائية، ومطبخا عاما كان يقدم الطعام للفقراء، وقد أضيف حوله العديد من القبور أو المقامات فيما بعد. وقد بني البناء الأصلي على شكل مربع تقريبا، طول ضلعه حوالي 325 مترا يمتد على طول منطقة القرن الذهبي.
تعرض المسجد الأصلي لضرر بالغ بسبب زلزال عام 1509، ولكنه أُصلح بعد ذلك، ولكنه تعرض للضرر مرة أخرى بسبب الزلازل في عامي 1557 و 1754، وأصلح مرة أخرى. ثم تعرض المسجد لزلزال دمره بالكامل في الثاني والعشرين من شهر أيار عام 1766، حيث انهارت القبة الرئيسة وتحطمت الجدران بشكل لا يمكن إصلاحه. أما المسجد الحالي فقد بني على أساس مخطط مختلف تماما عن المسجد الأصلي، وأنهي بناؤه عام 1771 في عهد السلطان مصطفى الثالث.

## العمارة

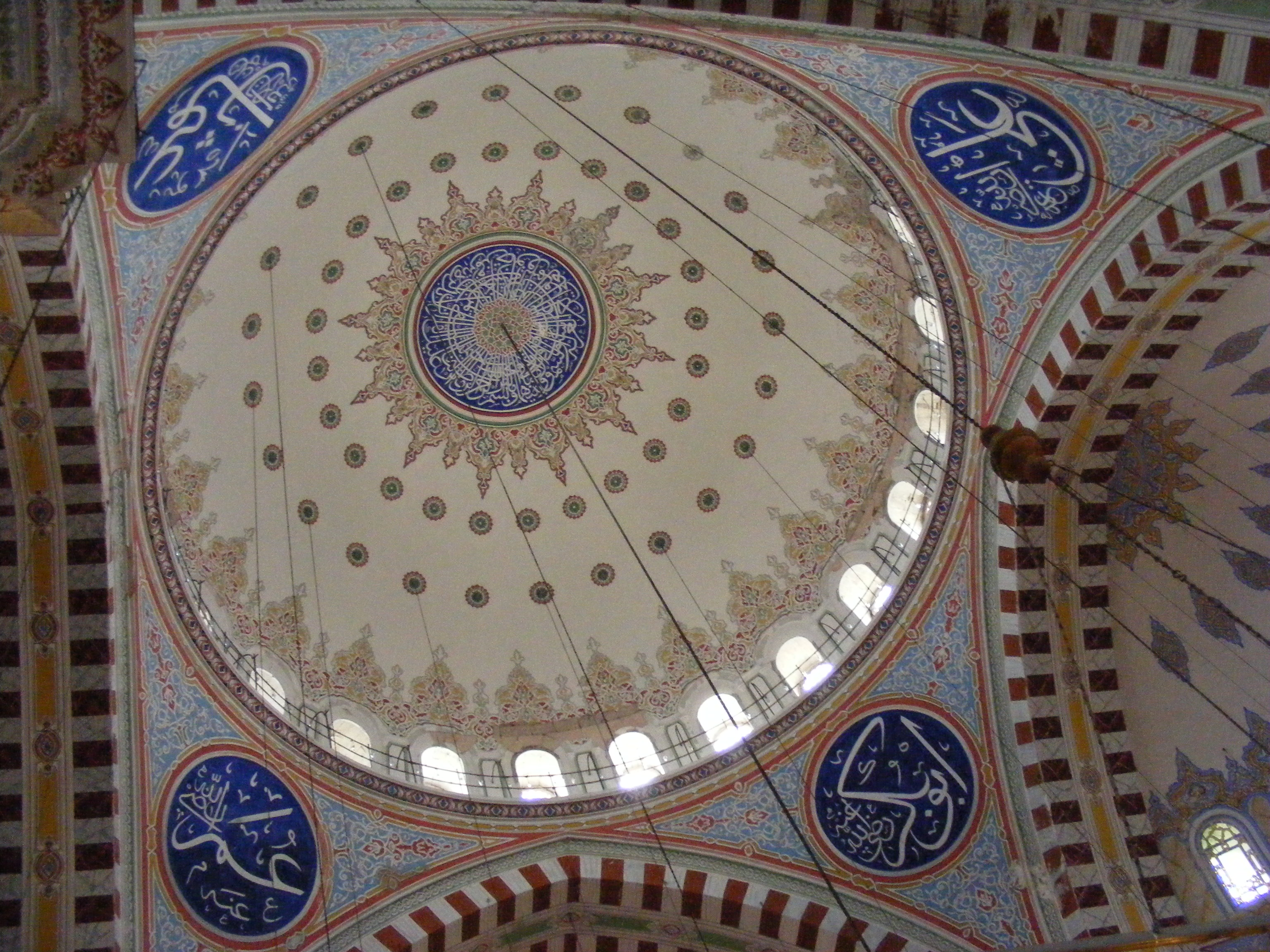
قبة مسجد الفاتح

### خارجياً
مسجد الفاتح الأصلي كان فيه قبة واحدة مركزية، كانت مدعّمة بقبة أخرى لها نفس طول القطر، ومعلقة على أربعة أقواس، وقد كان طول قطر هذه القبة 26 مترا. أما المسجد الجديد الذي بني في عام 1771 بأمر من السلطان مصطفى الثالث بعد زلزال عام 1766، فقد بني على شكل مربع، وله قبة واحدة مركزية مدعمة بأربع قبب صغيرة، أما ساحتها وبوابة المدخل الرئيسة والأجزاء السفلية من المآذن فقد بقيت من البناء القديم، أما الأجزاء الجديدة التي بنيت عام 1771 فقد بنيت على طريقة المعمار الباروكي.

### داخلياً
البناء الداخلي لمسجد الفاتح هو نسخة عن تصاميم سابقة صممها المعماري سنان آغا، واستخدمها أكثر من مرة كما استخدمها غيره من المعماريين في إسطنبول. القبة المركزية التي يبلغ طول قطرها 26 مترا مدعمة بأربع قبب صغيرة على كل محور، وهي مدعمة بدورها بأربعة أعمدة رخامية. وهناك مئذنتان لهذا المسجد متطابقتان في الشكل. أما منبر المسجد والزخارف الخطية التي تنتشر في أنحائه فهي تتخذ الطابع الباروكي. وأما المحراب فهو نفس محراب البناء القديم.

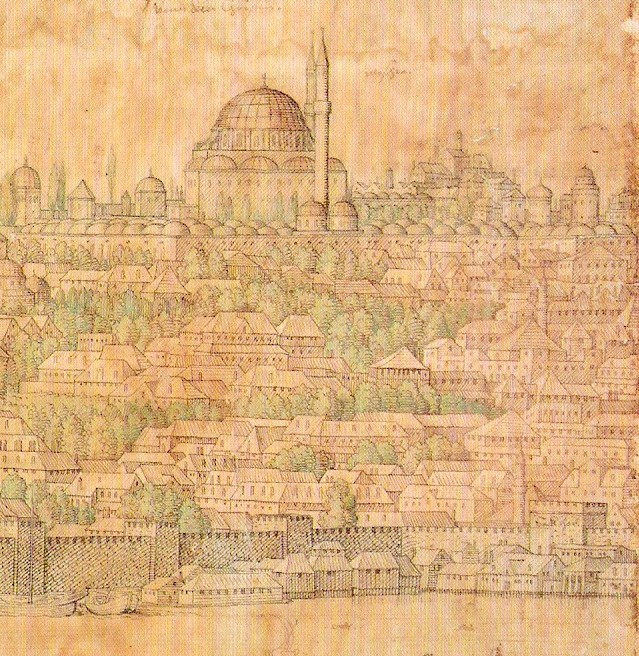
شكل مسجد الفاتح الأصلي قبل الزلزال، رسمت اللوحة عام 1559